# Grande marche contre la pédocriminalité
 (avril 2024).
La mise en forme du texte ne suit pas les recommandations de Wikipédia : il faut le « wikifier ».
Les points d'amélioration suivants sont les cas les plus fréquents :
- Les titres sont pré-formatés par le logiciel. Ils ne sont ni en capitales, ni en gras.
- Le texte ne doit pas être écrit en capitales (les noms de famille non plus), ni en gras, ni en italique, ni en « petit »…
- Le gras n'est utilisé que pour surligner le titre de l'article dans l'introduction, une seule fois.
- L'italique est rarement utilisé : mots en langue étrangère, titres d'œuvres, noms de bateaux, etc.
- Les citations ne sont pas en italique mais en corps de texte normal. Elles sont entourées par des guillemets français : « et ».
- Les listes à puces sont à éviter, des paragraphes rédigés étant largement préférés. Les tableaux sont à réserver à la présentation de données structurées (résultats, etc.).
- Les appels de note de bas de page (petits chiffres en exposant, introduits par l'outil «  Source ») sont à placer entre la fin de phrase et le point final[comme ça].
- Les liens internes (vers d'autres articles de Wikipédia) sont à choisir avec parcimonie. Créez des liens vers des articles approfondissant le sujet. Les termes génériques sans rapport avec le sujet sont à éviter, ainsi que les répétitions de liens vers un même terme.
- Les liens externes sont à placer uniquement dans une section « Liens externes », à la fin de l'article. Ces liens sont à choisir avec parcimonie suivant les règles définies. Si un lien sert de source à l'article, son insertion dans le texte est à faire par les notes de bas de page.
- La présentation des références doit suivre les conventions bibliographiques. Il est recommandé d'utiliser les modèles {{Ouvrage}}, {{Chapitre}}, {{Article}}, {{Lien web}} et/ou {{Bibliographie}}. Le mode d'édition visuel peut mettre en forme automatiquement les références.
- Insérer une infobox (cadre d'informations à droite) n'est pas obligatoire pour parachever la mise en page.

Pour une aide détaillée, merci de consulter Aide:Wikification.
Si vous pensez que ces points ont été résolus, vous pouvez retirer ce bandeau et améliorer la mise en forme d'un autre article.
La Grande Marche Contre la Pédocriminalité est une marche initiée et effectuée par le réalisateur et producteur Farid Dms Debah de 1500 kilomètres à travers la France et la Belgique du 1er février 2024 au 2 avril 2024. Il s'agit de la première marche contre la pédocriminalité en France. 

## Genèse
Farid Dms Debah, président de l'association « Touche pas à mon enfant - Europe » depuis 2016 a décidé d'entreprendre une grande marche à pied de plus de 1500 kilomètres à travers la France et la Belgique pour dénoncer la pédocriminalité et réclamer que cette lutte soit déclarée grande cause nationale. C'est en désespoir de cause, exacerbé par l'inaction des pouvoirs publics et la passivité de la population qu'il se lance dans ce périple,,.
Le départ de la Grande Marche Contre la Pédocriminalité a débuté le 1er février 2024 du Domaine Dms Debah pour s'achever le 2 avril 2024 en Belgique à Bruxelles.
Le périple est composé de 55 étapes d'une trentaine de kilomètres en moyenne pour chaque étape.
La Grande Marche Contre la Pédocriminalité a fait une pause à la 46ème étape (arrivée à Étampes/Paris) le 17 mars 2024 pour une semaine et a continuée le 25 mars pour clôturer les 55 étapes.

## Manifestations
La Grande Marche Contre la Pédocriminalité a permis l'organisation de 5 manifestations.
- 9 février 2024 à 15h à Montpellier, place de la Comédie

- 16 février 2024 à 15h à Marseille au vieux port à l'Ombrière

- 1er mars à 15h à Lyon, place Belle cour

- 23 mars à 14h à Paris, place de la République. Initialement prévue à la Place de la Bastille pour un cortège jusqu'à la place de la République, la préfecture accorda aux organisateurs la veille de la manifestation uniquement un rassemblement statique au point d'arrivé.

- 3 avril 2024 à 16h à Bruxelles, place du Luxembourg devant le Parlement européen[8].

## Diffusion en direct
Farid Dms Debah, équipé d'une perche télescopique et d'un smartphone, a retransmis en direct sur le réseau social Tiktok au départ de chaque étape de la marche jusqu'à la ville d'arrivée. En moyenne d'une durée de 7 heures par jour, les retransmissions en direct ont permis à de nombreuses victimes de parler librement de leurs traumatismes, parfois pour la première fois.
D'un total de 55 lives (sans compter les manifestations de Paris et de Bruxelles), les retransmission en direct représentent des centaines d'heures,.

## Grande cause nationale
L'objectif de Farid Dms Debah, en plus d'alerter sur les dangers d'agressions sexuelles envers les enfants en France, est de déclarer la lutte contre la pédocriminalité grande cause nationale,.

## Pétition
Le 17 août 2023, Farid Dms Debah lance une pétition pour interdire les sites et les applications de rencontres pour mineurs infiltrés par des adultes. La faible participation (environ 35.000 signatures le jour du départ de la marche) a été une des raisons de cet évènement. Un des objectifs étant de déposer symboliquement la pétition au parlement français situé à Paris et au parlement européen de Bruxelles.

## Étapes
| Date             | Départ                     | Arrivée                    |                      |
| Date             | Départ                     | Arrivée                    | Nombre de kilomètres |
| ---------------- | -------------------------- | -------------------------- | -------------------- |
| 1er février 2024 | Domaine Dms Debah          | Alban                      | 24                   |
| 2 février 2024   | Alban                      | Saint-Sernin-sur-Rance     | 18                   |
| 3 février 2024   | Saint-Sernin-sur-Rance     | Montlaur                   | 21                   |
| 4 février 2024   | Montlaur                   | Cenomes                    | 29                   |
| 5 février 2024   | Cenomes                    | Roqueredonde               | 22                   |
| 6 février 2024   | Roqueredonde               | Bédarieux                  | 31                   |
| 7 février 2024   | Bédarieux                  | Pézenas                    | 32                   |
| 8 février 2024   | Pézenas                    | Gigean                     | 29                   |
| 9 février 2024   | Gigean                     | Montpellier                | 21                   |
| 10 février 2024  | Montpellier                | Le Grau du Roi             | 28                   |
| 11 février 2024  | Le Grau du Roi             | Saint-Gilles               | 33                   |
| 12 février 2024  | Saint-Gilles               | Arles                      | 20                   |
| 13 février 2024  | Arles                      | Saint-Martin-de-Crau       | 18                   |
| 14 février 2024  | Saint-Martin-de-Crau       | Istres                     | 24                   |
| 15 février 2024  | Istres                     | Chateauneuf-les-Martigues  | 25                   |
| 16 février 2024  | Chateauneuf-les-Martigues  | Marseille                  | 27                   |
| 17 février 2024  | Marseille                  | Gardanne                   | 26                   |
| 18 février 2024  | Gardanne                   | Aix-en-Provence            | 19                   |
| 19 février 2024  | Aix-en-Provence            | Mallemort                  | 36                   |
| 20 février 2024  | Mallemort                  | Cavaillon                  | 20                   |
| 21 février 2024  | Cavaillon                  | Saint-Saturnin-lès-Avignon | 19                   |
| 22 février 2024  | Saint-Saturnin-lès-Avignon | Orange                     | 26                   |
| 23 février 2024  | Orange                     | Saint-Paul-Trois-Châteaux  | 29                   |
| 24 février 2024  | Saint-Paul-Trois-Châteaux  | Montelimar                 | 27                   |
| 25 février 2024  | Montelimar                 | Loriol-sur-Drôme           | 24                   |
| 26 février 2024  | Loriol-sur-Drôme           | Pont-de-l'Isère            | 32                   |
| 27 février 2024  | Pont-de-l'Isère            | Saint-Rambert-d'Albon      | 35                   |
| 28 février 2024  | Saint-Rambert-d'Albon      | Condrieu                   | 21                   |
| 29 février 2024  | Condrieu                   | Givors                     | 18                   |
| 1er mars 2024    | Givors                     | Lyon                       | 24                   |
| 2 mars 2024      | Lyon                       | L'Arbresle                 | 23                   |
| 3 mars 2024      | L'Arbresle                 | Amplepuis                  | 33                   |
| 4 mars 2024      | Amplepuis                  | Roanne                     | 27                   |
| 5 mars 2024      | Roanne                     | Saint-Martin-d'Estréaux    | 34                   |
| 6 mars 2024      | Saint-Martin-d'Estréaux    | Montaigu-le-Blin           | 28                   |
| 7 mars 2024      | Montaigu-le-Blin           | Moulins                    | 37                   |
| 8 mars 2024      | Moulins                    | Saint-Pierre-le-Moûtier    | 36                   |
| 9 mars 2024      | Saint-Pierre-le-Moûtier    | Nevers                     | 26                   |
| 10 mars 2024     | Nevers                     | Charité-sur-Loire          | 26                   |
| 11 mars 2024     | Charité-sur-Loire          | Sancerre                   | 25                   |
| 12 mars 2024     | Sancerre                   | Chatillon-sur-Loire        | 34                   |
| 13 mars 2024     | Chatillon-sur-Loire        | Gien                       | 18                   |
| 14 mars 2024     | Gien                       | Sully-sur-Loire            | 24                   |
| 15 mars 2024     | Sully-sur-Loire            | Nibelle                    | 32                   |
| 16 mars 2024     | Nibelle                    | Pithiviers                 | 21                   |
| 17 mars 2024     | Pithiviers                 | Étampes                    | 33                   |
| 25 mars 2024     | Senlis                     | Compiègne                  | 33                   |
| 26 mars 2024     | Compiègne                  | Guiscard                   | 35                   |
| 27 mars 2024     | Guiscard                   | Saint-Quentin              | 31                   |
| 28 mars 2024     | Saint-Quentin              | Bohain-en-Vermandois       | 22                   |
| 29 mars 2024     | Bohain-en-Vermandois       | Cambrai                    | 30                   |
| 30 mars 2024     | Cambrai                    | Valenciennes               | 32                   |
| 31 mars 2024     | Valenciennes               | Mons                       | 36                   |
| 1er avril 2024   | Mons                       | Enghien                    | 30                   |
| 2 avril 2024     | Enghien                    | Bruxelles                  | 32                   |